# Plateau (stoeltjeslift)
Plateau is een stoeltjeslift in Italië en is eigendom van het bedrijf Kronplatz AG.
De stoeltjeslift Plateau ligt in de buurt van het plaatsje Olang, in de skiregio Kronplatz. Het bergstation van de stoeltjeslift staat op de Kronplatz, naast het Kron restaurant. Het dalstation van de stoeltjeslift ligt aan het eindpunt van verschillende skipistes. In totaal kan de stoeltjeslift 2445 personen per uur vervoeren.
De stoeltjeslift is in 1996 gereed gekomen en is gebouwd door de firma Leitner.
Alpen I+II
· Arndt
· Belvedere
· Col Toron
· Costa
· Gipfelbahn
· Korer
· Kronplatz 2000
· Kronplatz I+II
· Lorenzi
· Marchner
· Miara
· Olang I+II
· Pedaga
· Piculin
· Piz de Plaies
· Plateau
· Pre da Peres
· Rara
· Ruis
· Skitrans Bronta
· Sonnenlift